# مایا واینتراب
مایا واینتراب (انگلیسی: Maia Weintraub؛ زادهٔ ۲۴ اکتبر ۲۰۰۲) شمشیرباز زن اهل ایالات متحده آمریکا است.